# Graham Loud
Pour les articles homonymes, voir Loud.
Graham Alexander Loud (né le 19 janvier 1953) est un historien britannique, spécialiste notamment de l'histoire médiévale de l'Italie méridionale et de la Sicile.
Il est professeur d'histoire médiévale à l'université de Leeds.

## Publications sélectives
- Church and Society in the Norman Principality of Capua : 1058-1197, Clarendon Press, 1985.  (ISBN 0198229313)
- Church and Chronicle in the Middle Ages : Essays Presented to John Taylor (coécrit avec Ian Wood), A&C Black, 1991.  (ISBN 1852850469)
- The History of the Tyrants of Sicily by “Hugo Falcandus”, 1154-69 (traduit en anglais et commenté avec Thomas E. J. Wiedemann), Manchester University Press, 1998.  (ISBN 0719054354)
- Conquerors and Churchmen in Norman Italy, Ashgate, 1999.  (ISBN 0860788032)
- Montecassino and Benevento in the Middle Ages : Essays in South Italian Church History, Ashgate/Variorum, 2000.  (ISBN 0860788105)
- The Society of Norman Italy (coécrit avec Alex Metcalfe), Brill, 2002.  (ISBN 9004125418)
- The History of the Normans by “Amatus of Montecassino” (traduit en anglais par Prescott N. Dunbar ; révisé, avec introduction et notes, par Graham A. Loud), Boydell Press, 2004.  (ISBN 1843830787)
- The Latin Church in Norman Italy, Cambridge University Press, 2007.  (ISBN 1107320003)
- Roger II and the Creation of the Kingdom of Sicily, Manchester University Press, 2012.  (ISBN 0719082021)
- The Crusade of Frederick Barbarossa : The History of the Expedition of the Emperor Frederick and Related Texts, « Crusade Texts in Translation (en), 19 » (traduction en anglais des principaux récits contemporains de la croisade et de la mort de l'empereur germanique Frédéric Barberousse), Ashgate Publishing, Ltd., 2013.  (ISBN 1472413962)
- The Age of Robert Guiscard : Southern Italy and the Northern Conquest, Routledge, 2014.  (ISBN 1317900235)